# Silvio Fauner
Silvio Fauner (Pieve di Cadore, 1 de noviembre de 1968) es un deportista italiano que compitió en esquí de fondo. 
Participó en cuatro Juegos Olímpicos de Invierno, entre los años 1992 y 2002, obteniendo en total cinco medallas, plata en Albertville 1992, en el relevo (junto con Giuseppe Puliè, Marco Albarello y Giorgio Vanzetta), oro y bronce en Lillehammer 1994, en el relevo (con Maurilio De Zolt, Marco Albarello y Giorgio Vanzetta) y los 15 km persecución, y plata y bronce en Nagano 1998, en el relevo (con Marco Albarello, Fulvio Valbusa y Fabio Maj) y los 30 km.
Ganó siete medallas en el Campeonato Mundial de Esquí Nórdico entre los años 1993 y 1999.

## Palmarés internacional
| Juegos Olímpicos   | Juegos Olímpicos      | Juegos Olímpicos  | Juegos Olímpicos            |
| Año                | Lugar                 | Medalla           | Prueba                      |
| ------------------ | --------------------- | ----------------- | --------------------------- |
| 1992               | Albertville (Francia) | Medalla de plata  | Relevo 4 × 10 km            |
| 1994               | Lillehammer (Noruega) | Medalla de oro    | Relevo 4 × 10 km            |
| 1994               | Lillehammer (Noruega) | Medalla de bronce | 15 km persecución           |
| 1998               | Nagano (Japón)        | Medalla de plata  | Relevo 4 × 10 km            |
| 1998               | Nagano (Japón)        | Medalla de bronce | 30 km                       |
| Campeonato Mundial |                       |                   |                             |
| Año                | Lugar                 | Medalla           | Prueba                      |
| 1993               | Falun (Suecia)        | Medalla de plata  | Relevo 4 × 10 km            |
| 1993               | Falun (Suecia)        | Medalla de bronce | 12,5 km+12,5 km persecución |
| 1995               | Thunder Bay (Canadá)  | Medalla de oro    | 50 km                       |
| 1995               | Thunder Bay (Canadá)  | Medalla de plata  | 12,5 km+12,5 km persecución |
| 1995               | Thunder Bay (Canadá)  | Medalla de bronce | Relevo 4 × 10 km            |
| 1997               | Trondheim (Noruega)   | Medalla de bronce | Relevo 4 × 10 km            |
| 1999               | Ramsau (Austria)      | Medalla de bronce | Relevo 4 × 10 km            |